# Jeyson Rojas
Jeyson Alejandro Rojas Orellana (* 23. Januar 2002 in San Javier) ist ein chilenischer Fußballspieler, der als Abwehrspieler agiert. Seit 2021 ist Rojas Nationalspieler Chiles.

## Karriere

### Verein
Jeyson Rojas kam 2015 in die Jugend des CSD Colo-Colo, nachdem er von einem Scout des Vereins zum Probetraining eingeladen wurde und überzeugte. Zu Beginn wurde er noch als Außenbahnspieler eingesetzt, aufgrund seiner Stärken dann jedoch in die Zentrale versetzt. Sein Ligadebüt in der Primera División gab Rojas im Oktober 2020 gegen CD Huachipato. Mitte 2024 wurde er an Unión Española verliehen.

### Nationalmannschaft
Für das Nationalteam Chiles debütierte Rojas beim Freundschaftsspiel im Dezember 2021 gegen Mexiko. Weitere drei Freundschaftsspiele kamen hinzu.
Zur Vorbereitung der Panamerikanische Spiele 2023 in Santiago de Chile spielte er bei der U-23-Nationalmannschaft im Freundschaftsspiel gegen Perus U-23.

## Erfolge
Colo-Colo
- Chilenischer Meister: 2022
- Chilenischer Pokalsieger: 2021, 2023